# Galeorhinus galeus
Galeorhinus galeus là một loài cá nhám trong họ Triakidae. Loài này được tìm thấy trên toàn thế giới trong vùng biển ôn đới ở độ sâu khoảng 800 mét. Loài này có thể phát triển đến chiều dài gần 2 mét. Chúng kiếm ăn cả ở tầng giữa và gần đáy biển, và chúng là loài noãn thai sinh.
Loài này này được đánh bắt để lấy thịt và vi, còn gan của nó có hàm lượng vitamin A rất cao. IUCN đã phân loại loài này là "dễ bị tổn thương" trong Sách đỏ các loài bị đe doạ.